# Svarín (Kráľova Lehota)
Svarín je místní část obce Kráľova Lehota v okrese Liptovský Mikuláš.
Leží v údolí Čierného Váhu, v ústí Čiernovážské doliny do Liptovské kotliny, na soutoku Čierného Váhu se Svarínkou, v nadmořské výšce 695 m n. m., 5 km východojihovýchodně od Kráľovy Lehoty. Z jihu obklopují osadu Nízké Tatry, ze severu Kozí chrbty.
Svarín vznikl jako lesnická osada, údolím Čierného Váhu vedla Povážská lesní železnice, která měla v osadě zastávku. Stojí tu dětský tábor a několik podnikových a soukromých chat.
Z osady vede žlutě značená turistická cesta na jih přes Svarínskou dolinu na Veľký bok (1 727 m n. m.) a dále na Zadní hoľu (1 619 m n. m.) v hlavním nízkotatranském hřebeni.